# ГЕС Івайловград
ГЕС Івайловград — гідроелектростанція в Болгарії у Південно-центральному регіоні. Входить до складу каскаду на річці Арда (права притока Мариці), становлячи в ньому нижній рівень. Вище за течією Арди розміщено ГЕС Студен Кладенец.
Спорудження станції тривало з 1959 по 1964 рік. Річку перекрили гравітаційною бетонною греблею висотою 73 метри та довжиною 250 метрів. Вона утворила водосховище площею поверхні 15,2 км2 та об'ємом 157 млн м3. Припустиме коливання рівня поверхні, при якому здійснюється виробництво електроенергії, перебуває між позначками 120 та 131 метрів над рівнем моря.
Основне обладнання машинного залу станції становлять чотири турбіни загальною потужністю 104 МВт, які при напорі у 52 метри забезпечують середньорічне виробництво на рівні 195 млн кВт·год.